# NGC 2362

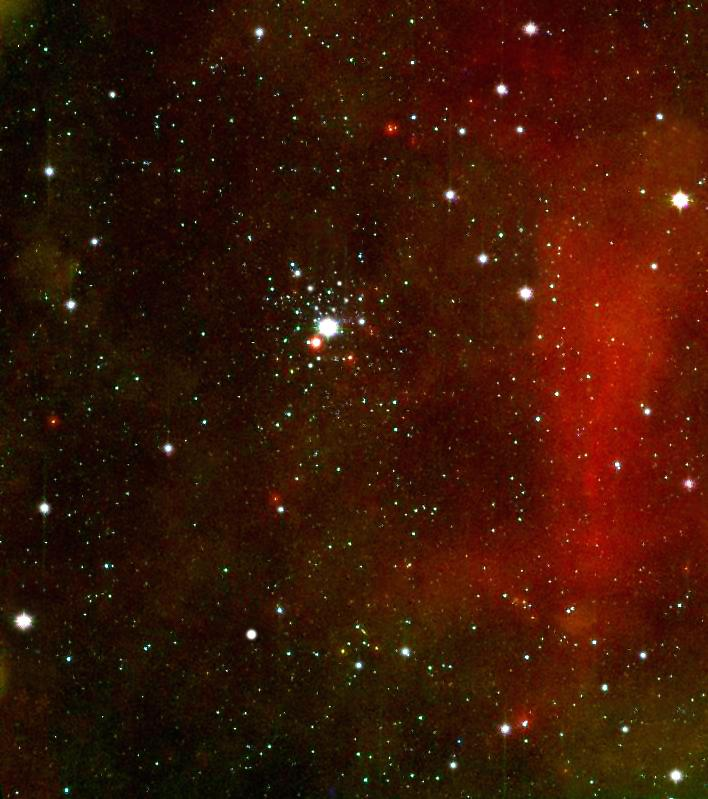
NGC 2362

NGC 2362 sau Caldwell 64 este un roi deschis din constelația Câinele Mare. A fost descoperit de Giovanni Batista Hodierna.